# Erin Teschuk
Erin Teschuk (ur. 25 października 1994 w Winnipeg) – kanadyjska lekkoatletka specjalizująca się w biegach długich.
W 2015 zajęła 4. miejsce w biegu na 3000 metrów z przeszkodami podczas igrzysk panamerykańskich w Toronto. Na eliminacjach zakończyła swój występ podczas mistrzostw świata w Pekinie (2015). Rok później reprezentowała Kanadę na igrzyskach olimpijskich w Rio de Janeiro.
Złota medalistka mistrzostw Kanady.
Rekord życiowy w biegu na 3000 metrów z przeszkodami: 9:40,07 (24 sierpnia 2015, Pekin).

## Osiągnięcia
| Rok  | Impreza                                   | Miejsce        | Konkurencja                        | Pozycja    | Wynik    |
| ---- | ----------------------------------------- | -------------- | ---------------------------------- | ---------- | -------- |
| 2015 | Igrzyska panamerykańskie                  | Toronto        | bieg na 3000 metrów z przeszkodami | 4. miejsce | 10:02,33 |
| 2015 | Mistrzostwa świata                        | Pekin          | bieg na 3000 metrów z przeszkodami | eliminacje | 9:40,07  |
| 2016 | Igrzyska olimpijskie                      | Rio de Janeiro | bieg na 3000 metrów z przeszkodami | eliminacje | 9:53,70  |
| 2022 | Mistrzostwa NACAC                         | Freeport       | bieg na 1500 metrów                | 5. miejsce | 4:12,76  |
| 2023 | Mistrzostwa świata w biegach przełajowych | Bathurst       | drużyna mieszana                   | 7. miejsce | 24:55    |
| 2023 | Mistrzostwa świata                        | Budapeszt      | bieg na 5000 metrów                | eliminacje | 15:56,54 |